# سيريل ديون (لاعب بلياردو أمريكي)
سيريل ديون هو لاعب بلياردو أمريكي ‏ كندي، ولد في مارس 1843 في مونتريال في كندا، وتوفي في 2 أكتوبر 1878.